# Reichenau (Austria)
Reichenau es una localidad del distrito de Feldkirchen, en el estado de Carintia, Austria, con una población estimada, a principios del año 2021, de 1778 habitantes. 
Se encuentra ubicada en el centro del estado, cerca de la frontera con los estados de Salzburgo y Estiria.